# Julie Majer
Julie Majer es una deportista australiana que compitió en natación. Ganó tres medallas en el Campeonato Mundial de Natación en Piscina Corta de 1993, plata en 800 m libre y bronce en 400 m libre y 400 m estilos.

## Palmarés internacional
| Campeonato Mundial en Piscina Corta | Campeonato Mundial en Piscina Corta | Campeonato Mundial en Piscina Corta | Campeonato Mundial en Piscina Corta |
| Año                                 | Lugar                               | Medalla                             | Prueba                              |
| ----------------------------------- | ----------------------------------- | ----------------------------------- | ----------------------------------- |
| 1993                                | Palma de Mallorca (España)          | Medalla de plata                    | 800 m libre                         |
| 1993                                | Palma de Mallorca (España)          | Medalla de bronce                   | 400 m libre                         |
| 1993                                | Palma de Mallorca (España)          | Medalla de bronce                   | 400 m estilos                       |